# グイド・デ・ザン
グイド・デ・ザン（伊: Guido de Zan、1947年 - ）は、イタリア・ミラノを拠点に活動する陶芸家。

## 概要
1947年生まれ。学習障害をもつ子供たちのケアをする仕事を8年間務めた後、トレント大学で心理学の学位を取得。
1978年にミラノのサンロレンツォ教会近くに、現在でも制作を続ける工房を作り、本格的な創作活動に入る。サイ・トゥオンブリーやMark　Tobeyらの影響を受け、東洋の表意文字、日本の文化や禅の哲学も学び、楽焼の技法も学んでいる。イタリア、ベルギー、フランス、ドイツなど各国陶芸展に出品。
1993年以降は日本での陶器インターナショナル展への出品も行い、日本でも多くの個展が開催されている

## 評価
イタリア美術家で彼の盟友であるブルーノ・ムナーリは下記のような言葉を残している。
" グイド・デ・ザンの作品の特徴、あるいは彼がこだわっている表現とは「質感」というテーマだ。
例えば、動物界、植物界、鉱物界と、自然界に属する全てのものには、形のディテールともいえる質感が備わっている。
そして、やきものには質感を持つものと持たないものとある。表面がつるつるのものは形のみだが、表面に質感が出ているものには、違った面白みが加わる。
グイドは、自身の作品に、形のみならず、それぞれの形に合わせて、自分の手で独特の表情、質感を与えることに重点をおいている。それは、自然界においてヘビの革とカタツムリの皮が違うように、ある形それぞれに合わせて作られた独特な表面は、その形には合っていても、別の形には書き換えることができない表面であり、別の形にはまた別の質感が必要と考えるからだ。
彼が表現する質感の中には、アルファベットの一文字を並べたような模様や、横筋、大小の凹凸柄m極小模様、散らばった模様と、作品の形に合わせて様々な表面がある。

ブルーノ・ムナーリ 1994 "